# Zhao Zihao
Zhao Zihao (chinesisch 趙子豪 / 赵子豪, Pinyin Zhào Ziháo; * 1. Juni 1997 in Nanjing) ist ein chinesischer Tischtennisspieler. Er zählt zu den besten Penholder-Spielern der Welt. Bei der Universiade 2019 gewann er in allen vier Wettbewerben eine Medaille.

## Turnierergebnisse
| Verband | Veranstaltung    | Jahr | Ort            | Land | Einzel        | Doppel        | Mixed  | Team | U-21 |
| ------- | ---------------- | ---- | -------------- | ---- | ------------- | ------------- | ------ | ---- | ---- |
| CHN     | Universiade      | 2019 | Napoli         | ITA  | Silber        | Gold          | Silber | 1    |      |
| CHN     | Challenge Series | 2018 | Minsk          | BLR  | Gold          | letzte 32     |        |      | Gold |
| CHN     | World Tour       | 2020 | Doha           | QAT  | letzte 64     |               |        |      |      |
| CHN     | World Tour       | 2020 | Magdeburg      | GER  | Viertelfinale |               |        |      |      |
| CHN     | World Tour       | 2019 | Linz           | AUT  | Silber        |               |        |      |      |
| CHN     | World Tour       | 2019 | Stockholm      | SWE  | Viertelfinale |               |        |      |      |
| CHN     | World Tour       | 2019 | Bremen         | GER  | letzte 64     |               |        |      |      |
| CHN     | World Tour       | 2019 | Olmütz         | CZE  | letzte 64     | Viertelfinale |        |      |      |
| CHN     | World Tour       | 2019 | Panagjurischte | BUL  | Silber        | letzte 16     |        |      |      |
| CHN     | World Tour       | 2019 | Sapporo        | JPN  | letzte 32     |               |        |      |      |
| CHN     | World Tour       | 2019 | Shenzhen       | CHN  | letzte 64     |               |        |      |      |
| CHN     | World Tour       | 2019 | Budapest       | HUN  | letzte 32     |               |        |      |      |
| CHN     | World Tour       | 2018 | Panagjurischte | BUL  | letzte 32     |               |        |      |      |
| CHN     | World Tour       | 2016 | Stockholm      | SWE  | letzte 128    | Viertelfinale |        |      |      |